# Guelfo I
Guelfo I (seconda metà dell'VIII secolo – 824/5) fu conte dell'Impero carolingio, svolgendo il suo ruolo di funzionario presso Altdorf in Svevia o, secondo un'altra fonte, presso Alt-dorf in Lorena. Fu il capostipite del ramo borgognone del casato dei vecchi Guelfi.

## Origine

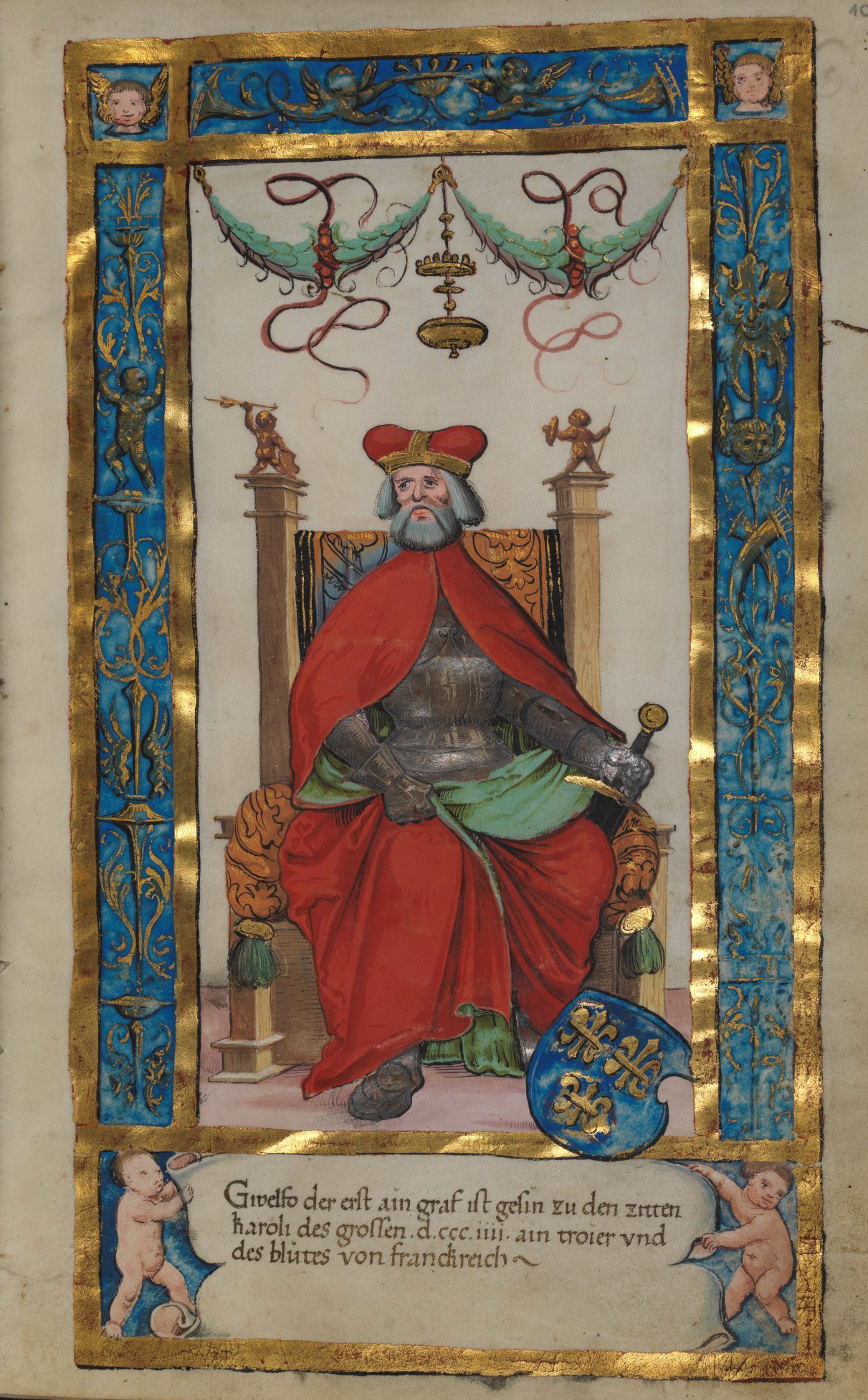
Guelfo I a Weingarten

Il nome Guelfo (in tedesco Welf), attestato anche come Hwelf o Guelph, dovrebbe significare "giovane lupo". Nato nella seconda metà dell'VIII secolo, secondo lo storico francese Christian Settipani, esperto in genealogie, dal conte Ruthard, nobile carolingio, originario della zona compresa fra tre fiumi: la Mosella il Reno e la Mosa e dalla moglie di cui non si conoscono né il nome né gli ascendenti.

## Biografia
Di Guelfo si hanno poche notizie. Dalla zona di origine della sua famiglia, l'attuale Lorena, si diresse in Svevia dove divenne conte.
Verso la fine dell'VIII secolo, Guelfo sposò Edvige di Sassonia, come conferma il cronista Thegano, che precisa che era di nobilissima origine sassone e secondo l'Annalista Saxo, discendeva dalla famiglia degli Eticonidi.
Nell'819, diede la figlia maggiore, Giuditta, definita molto bella, in sposa all'imperatore, Ludovico il Pio, vedovo da circa un anno di Ermengarda di Hesbaye.
Di Guelfo non si conosce la data esatta della morte, avvenuta tra l'824 e l'825.
Dopo la sua morte la moglie, Edvige, si ritirò nell'abbazia di Chelles, vicino a Parigi, dove per l'interessamento della figlia, Giuditta, moglie dell'imperatore, divenne badessa.

## Discendenza
Guelfo da Edvige ebbe quattro figli:
- Corrado[5], († 862/6), conte di Parigi, poi conte di Auxerre, è considerato il primo conte di Borgogna Transgiurana;
- Rodolfo[3], († 866), conte di Ponthieu e conte di Sens;
- Giuditta (ca. 800-843), che sposò nell'819 l'imperatore Ludovico il Pio[3];
- Emma (808-876), che sposò nell'827 Ludovico II il Germanico, re dei Franchi Orientali.

### Fonti primarie
- (LA)  Monumenta Germaniae Historica, Scriptores, tomus II.
- (LA)  Monumenta Germaniae Historica, Scriptores, tomus VI.

### Letteratura storiografica
- Gerhard Seeliger, "Conquiste e incoronazione a imperatore di Carlomagno", cap. XII, vol. II (L'espansione islamica e la nascita dell'Europa feudale) della Storia del Mondo Medievale, pp. 358–396.
- Gerhard Seeliger, "Legislazione e governo di Carlomagno", cap. XIV, vol. II (L'espansione islamica e la nascita dell'Europa feudale) della Storia del Mondo Medievale, pp. 422–455.
- René Poupardin, Ludovico il Pio, in «Storia del mondo medievale», vol. II, 1979, pp. 558–582